# Derley (ur. 1986)
Derley, właśc. Wanderley de Jesus Sousa (ur. 2 sierpnia 1986 w Anápolis) – brazylijski piłkarz występujący na pozycji defensywnego lub środkowego pomocnika, od 2024 roku zawodnik Nacionalu (PB).

## Kariera klubowa
Derley jest wychowankiem klubu SC Internacional z siedzibą w Porto Alegre, do którego seniorskiej drużyny został włączony w wieku dwudziestu jeden lat przez szkoleniowca Abela Bragę. W Campeonato Brasileiro Série A zadebiutował 11 maja 2008 w wygranym 1:0 spotkaniu z CR Vasco da Gama i w tym samym roku triumfował ze swoją ekipą w rozgrywkach ligi stanowej – Campeonato Gaúcho. Pełnił jednak rolę głębokiego rezerwowego ekipy, wobec czego już cztery miesiące później udał się na wypożyczenie do niżej notowanego zespołu Clube Náutico Capibaribe z miasta Recife. Tam szybko wywalczył sobie miejsce w wyjściowym składzie, zostając jednym z ulubieńców kibiców i w 2009 roku zajął z Náutico drugie miejsce w lidze stanowej – Campeonato Pernambucano. Premierowego gola w lidze brazylijskiej strzelił natomiast 17 maja 2009 w wygranej 2:0 konfrontacji z Cruzeiro EC. Na koniec sezonu 2009 spadł ze swoją drużyną do drugiej ligi, lecz jeszcze na pół roku pozostał w zespole i w 2010 roku pomógł mu kolejny raz w zdobyciu wicemistrzostwa Campeonato Pernambucano.
W maju 2010 Derley powrócił z wypożyczenia do Internacionalu, gdzie po raz kolejny nie potrafił przebić się do wyjściowej jedenastki, lecz podczas drugiej połowy tego samego roku osiągnął z drużyną kilka znaczących osiągnięć; na arenie krajowej zdobył lokalne trofeum Copa FGF, zaś na arenie międzynarodowej triumfował w najbardziej prestiżowych rozgrywkach południowoamerykańskiego kontynentu – Copa Libertadores. Z ekipą prowadzoną wówczas przez Celso Rotha wziął również udział w Klubowych Mistrzostwach Świata, gdzie nie wystąpił jednak w żadnym spotkaniu, zaś Internacional zajął ostatecznie trzecie miejsce. Bezpośrednio po raz kolejny został wypożyczony do Clube Náutico Capibaribe, tym razem już drugoligowego. W 2011 roku triumfował z nim w lokalnym turnieju Copa Pernambuco oraz jako kluczowy zawodnik zajął drugie miejsce w Campeonato Brasileiro Série B, dzięki czemu jego ekipa awansowała z powrotem do najwyższej klasy rozgrywkowej.
W lipcu 2012 Derley za sumę blisko 400 tysięcy dolarów przeszedł do drugoligowego klubu Atlético Paranaense z siedzibą w Kurytybie, w którego barwach jeszcze w tym samym sezonie awansował do Campeonato Brasileiro Série A, lecz na dłuższą metę nie potrafił sobie wywalczyć miejsca w pierwszym składzie. Wobec tego w czerwcu 2013 po raz trzeci w karierze udał się na wypożyczenie do Clube Náutico Capibaribe, gdzie występował przez kolejne pół roku, ponownie jako podstawowy zawodnik, lecz na koniec sezonu 2013 po raz drugi w karierze spadł z tą drużyną do drugiej ligi. Bezpośrednio po relegacji Náutico wyjechał do Zjednoczonych Emiratów Arabskich, gdzie na zasadzie wypożyczenia zasilił ekipę Emirates Club z miasta Ras al-Chajma. W UAE Football League zadebiutował 17 stycznia 2014 w zremisowanym 1:1 meczu z Dubai CSC, zaś jedyną bramkę zdobył sześć dni później w wygranym 2:1 pojedynku z Al-Wahda. Ogółem w Emirates Club występował przez sześć miesięcy jako podstawowy piłkarz, lecz bez większych sukcesów.
Latem 2014 Derley został zawodnikiem ówczesnego mistrza Meksyku – zespołu Club León, w którego barwach 2 sierpnia 2014 w wygranym 4:0 spotkaniu z Morelią zadebiutował w Liga MX. W ekipie tej pełnił jednak głównie rolę rezerwowego, wobec czego już po upływie pół roku został wypożyczony do drugoligowego Mineros de Zacatecas, dzięki współpracy pomiędzy obydwoma klubami (posiadającymi tego samego właściciela – Grupo Pachuca). Tam również spędził sześć miesięcy bez większych sukcesów, po czym udał się na wypożyczenie do innego meksykańskiego drugoligowca – nowo założonej ekipy FC Juárez. W jesiennym sezonie Apertura 2015 triumfował z nim w rozgrywkach Ascenso MX (nie zaowocowało to jednak ostatecznie awansem), zaś ogółem w Juárez grał przez rok, będąc czołowym zawodnikiem ligi. Bezpośrednio po tym ogłoszono, iż został nowym zawodnikiem grającego w najwyższej klasie rozgrywkowej Tiburones Rojos de Veracruz, lecz nie udało mu się porozumieć z klubem w kwestii kontraktu indywidualnego i do transferu nie doszło.
W lipcu 2016 Derley powrócił do ojczyzny, zasilając zespół Santa Cruz FC z siedzibą w Recife.
| Sezon     | Klub                     | Kraj                         | Rozgrywki           | Mecze | Bramki |
| --------- | ------------------------ | ---------------------------- | ------------------- | ----- | ------ |
| 2008      | SC Internacional         | Brazylia                     | Série A             | 1     | 0      |
| 2008      | Clube Náutico Capibaribe | Brazylia                     | Série A             | 11    | 0      |
| 2009      | Clube Náutico Capibaribe | Brazylia                     | Série A             | 23    | 2      |
| 2010      | SC Internacional         | Brazylia                     | Série A             | 11    | 0      |
| 2011      | Clube Náutico Capibaribe | Brazylia                     | Série B             | 32    | 7      |
| 2012      | Clube Náutico Capibaribe | Brazylia                     | Série A             | 7     | 1      |
| 2012      | Athletico Paranaense     | Brazylia                     | Série B             | 17    | 0      |
| 2013      | Athletico Paranaense     | Brazylia                     | Série A             | 1     | 0      |
| 2013      | Clube Náutico Capibaribe | Brazylia                     | Série A             | 28    | 2      |
| 2013/2014 | Emirates Club            | Zjednoczone Emiraty Arabskie | UAE Football League | 12    | 1      |
| 2014      | Athletico Paranaense     | Brazylia                     | Série A             | 1     | 0      |
| 2014/2015 | Club León                | Meksyk                       | Liga MX             | 14    | 0      |
| 2014/2015 | Mineros de Zacatecas     | Meksyk                       | Ascenso MX          | 11    | 0      |
| 2015/2016 | FC Juárez                | Meksyk                       | Ascenso MX          | 37    | 5      |
| 2016      | Santa Cruz FC            | Brazylia                     | Série A             |       |        |